# Arcádia (revista)
Arcádia foi uma revista literária brasileira que circulou no Rio Grande do Sul no século XIX.
Foi de fundamental importância na fixação do ideário romântico no estado, uma vez que reuniu  em torno de si os primeiros  intelectuais dedicados ao exercício da crítica literária.
Foi nela que Bulhões Pinheiro publicou o primeiro ensaio de crítica literária no Rio Grande do Sul, em 1867. Entre os colaboradores estavam Glodomiro Paredes, Antônio M. Pinto e Bernardo Taveira Júnior. Foi nela que Taveira editou a maior parte de sua obra.
Circulou nas cidades de Rio Grande e Pelotas, entre 1867 e 1870.